# Шарангович, Пётр Михайлович
Пётр Михайлович Шарангович (1893, д. Кочаны Вилейского уезда Виленской губ.—18.01.1938, г. Ленинград) — советский военачальник, кавалер двух орденов Красного Знамени. Комбриг.

## Биография
Пётр Шарангович родился в 1893 году в семье белорусского крестьянина в деревне Кочаны Вилейского уезда Виленской губернии (ныне — деревня в Мядельском районе Минской области Белоруссии). По национальности белорус. Брат Семёна Михайловича Шаранговича.
В 1913 году окончил Молодечненскую учительскую семинарию и работал в начальной школе местечка Жосла Ново-Трокского уезда Виленской губернии.

## Первая мировая война
В годы Первой мировой войны служил рядовым в 66-м пехотном полку.
В 1916 году окончил четырёхмесячную подготовку в Александровском военном училище в Москве. После училища служил в 211-м пехотном полку в должности младшего офицера.
С июля 1916 года — младший офицер 2-й роты 511-го пехотного полка.
В октябре 1916 г. командирован на курсы офицеров пехоты при штабе 5-й армии, которые окончил в декабре того же года.
Высочайшим приказом от 23.12.1916 г. прапорщик 151-го пехотного Пятигорского полка Шарангович Петр произведён в чин подпоручика, командир 2-й роты.
В январе 1917 года в звании поручика был переведён адъютантом в 732-й пехотный Покройский полк.
После Октябрьской революции в декабре 1917 года Шарангович добровольно пошёл на службу в Рабоче-крестьянскую Красную Армию. В ноябре 1917 года — инструктор в 1-й Московской Советской пулемётной школы в г. Москва.

## Гражданская война
Принимал активное участие в боях Гражданской войны.

23 июня 1918 года отправлен на курсы академии Генерального штаба в г. Казань. Однако вследствие занятия города Чехословацким корпусом курсы не окончил.
Бывший поручик П. М. Шарангович, командированный в академию лишь 12 июля 1918 г. (за две недели до её перехода к белым) и фактически в ней не учившийся, пытался также претендовать на причисление к Генштабу. 10 июня 1920 г. он получил отказ оперативного управления Полевого штаба РВСР, поскольку, как сообщалось, «слушатели, не окончившие курса в старой академии, имеют возможность закончить своё военное образование в академии Генерального штаба Красной армии; изъятия из этого могут быть допущены в крайнем случае, при наличии особых боевых или научных заслуг».
В августе 1918 года назначен начальником разведывательного отдела в штабе 5-й армии РККА.
В марте 1919 года был назначен в 27-ю стрелковую дивизию на должность для поручений при комдиве 27.
В апреле 1919 г. назначен начальником штаба 27-й стрелковой дивизии. Согласно воспоминаниям военного комиссара 27-й стрелковой дивизии Андрея Павловича Кучкина, Шарангович обладал незаурядными военными способностями, был инициативным и смелым командиром.
Первое боевое крещение П. М. Шарангович получил в мае месяце 1919 года при проведении Байсаровской операции. Противник прорвал фронт дивизии и стал заходить в тыл. Командир 27-й стрелковой дивизии А. В. Павлов приказал наштадиву 27 разработать приказ по ликвидации прорыва и уничтожению прорвавшегося противника. Приказ был срочно разработан и противник был разбит.
Во время проведения Златоустовской операции комдив А. В. Павлов приказал наштадиву 27 разработать приказ на взятие города сходу. При разработке приказа было учтено расположение города в гористой и труднопроходимой местности. Несмотря на большое сопротивление противника, город был взят дивизией.
При проведении Челябинской операции противнику временно удалось прорвать фронт дивизии. Наштадив 27 П. М. Шарангович разработал приказ по ликвидации и уничтожению противника. Задача была успешно выполнена.
Приказ на форсирование реки Тобол был разработан с учётом ожесточенного сопротивления противника. Тобол был успешно форсирован.
При наступлении и последующем взятии города Омска комдив 27 И. Ф. Блажевич приказал разработать приказ на марш-маневр. Наштадив П. М. Шарангович разработал приказ с учётом всех возможностей боевых действий дивизии. В результате Омской операции город Омск был взят, Колчак разбит. П. М. Шарангович был награждён орденом Красного Знамени. Дивизии было присвоено название «Омской», она была награждена двумя красными знаменами: одно было от Сибревкома, второе — от ВЦИК.
Наштадив 27 также разработал приказ на взятие города Новониколаевки (Новосибирска). Город был взят раньше срока на два дня, указанного в приказе командарма 5. Город был взят с большим количеством пленных и трофеев.
Приказ на взятие города Мариинска разработал П. М. Шарангович. Была захвачена масса пленных и трофеев. После взятия города дивизия больше не принимала участия в боевых действиях на Восточном фронте и была отправлена в резерв 5 армии в город Минусинск.
В мае — июне 1920 года — врид начальника штаба 30-й стрелковой дивизии.
С июня 1920 года вновь начальник штаба 27-й стрелковой дивизии.

## Варшавская Битва
В 1920 году дивизия была переброшена на Западный фронт против белополяков. Наштадивом 27 П. М. Шаранговичем была проделана большая работа по переброске частей дивизии, которая была выполнена в срок. Части дивизии погружались на станции Красноярск. Эшелоны двигались к городу Орша, дивизия растянулась почти на пять тысяч километров. 6 июля 1920 года дивизия разгрузилась и сосредоточилась на станциях Крупки и Славное.
Большое напряжение и умение требовалось от П. М. Шаранговича при организации стремительного марша дивизии на Запад.
11 июля 1920 года был взят город Минск; затем прорыв и взятие Барановичских позиций; форсирование реки Западный Буг; тяжёлые бои на реке Висле у стен города Варшава. Поражение Красной армии под Варшавой, общее отступление и паника среди обозов требовали колоссального напряжения от наштадива 27 для удержания порядка среди частей изрядно потрёпанной дивизии. Для выхода из окружения под Белостоком бойцов повели в атаку лично начальник штаба дивизии и командир бригады. Решительность П. М. Шаранговича в сочетании с героизмом бойцов позволили овладеть городом и выйти из западни. За этот подвиг  П. М. Шарангович был награждён вторым орденом Красного Знамени.
Под Волковыском дивизия была брошена для ликвидации прорыва фронта. Комдив 27 В. К. Путна решил одной бригадой сковать противника с фронта, а двумя остальными бригадами взять в клещи с обоих флангов и раздавить противника. П. М. Шаранговичу пришлось разрабатывать эту операцию. Боевой приказ разрабатывался на ходу, распоряжения отдавались по телефону. Несмотря на общую тяжёлую обстановку, операция окончилась полным разгромом противника. Дивизия отошла в полном порядке.

## Разгром повстанцев
В марте 1921 года две бригады дивизии были переброшены для ликвидации Кронштадтского восстания. После ликвидации мятежа дивизия была переброшена в Саратов для ликвидации на реке Волге «Серовских банд» («1-я атаманская дивизия группы восставших войск Воли народа» во главе с комбригом Василием Александровичем Серовым).
В апреле — сентябре 1921 года — начальник штаба войск низовья Волги.

## Творчество
В городе Саратове П. М. Шаранговичем была проделана серьёзная работа по составлению книги «Исторический очерк 27-й Омской стрелковой дивизии РККА», которая была издана в 1923 году в Петрограде.

## В послевоенное время
После окончания войны П. М. Шарангович продолжил службу в Рабоче-крестьянской Красной Армии.
В 1922 году был организован 16-й стрелковый корпус, который впоследствии назывался Белорусским. Начальником корпуса был назначен И. Ф. Блажевич, начальником штаба — П. М. Шарангович. Начальником штаба была проделана огромная работа по формированию штаба корпуса. Кроме того, необходимо было организовать подготовку частей корпуса, состоящих из территориальных частей. Проводил большую работу по подготовке командного состава корпуса. Приходилось разрабатывать задания на военные игры, полевые поездки и маневры. За проделанную работу П. М. Шарангович имел благодарности по корпусу.
В 1924 году окончил Высшие академические курсы (ВАК) при Военной академии РККА (ныне — Военная академия имени М. В. Фрунзе).
С сентября 1925 года — помощник начальника Управления Западного (затем Белорусского) военного округа.
В 1926 году переведён в Белорусский военный округ, был начальником 5-го отдела штаба БВО.
С февраля 1930 года — начальник военной подготовки учащихся гражданских учебных заведений Сибирского военного округа.
В мае 1931 года в связи с проведением операции ОГПУ «Весна» был уволен из РККА и арестован. Вскоре возвращён в кадры РККА и назначен в распоряжение Главного управления РККА.
С октября 1931 года — преподаватель Военно-политической академии имени Н. Г. Толмачёва, затем (до июля 1937 г.) — старший руководитель общевойскового цикла той же академии. Проживал в Ленинграде.
17 февраля 1936 года — комбриг (НКО № 0835/п).
22 июля 1937 года по политическому недоверию уволен в запас.
25 августа 1937 года Шарангович был арестован органами НКВД СССР по обвинению в измене Родине и принадлежности к контрреволюционной офицерской организации.
15 января 1938 года Комиссия Народного комиссариата внутренних дел СССР и Прокуратуры СССР признала виновным в инкриминируемых преступлениях и приговорила Шаранговича Петра Михайловича к высшей мере наказания — смертной казни. Приговор был приведён в исполнение 18 января 1938 года в Ленинграде. Там же тело Шаранговича было захоронено.
В 1955 год году в Верховный суд СССР обратился С. М. Шарангович с просьбой пересмотреть дело своего брата П. М. Шаранговича.
21 ноября 1956 года судебная коллегия по криминальных делах Верховного суда СССР отменили постановление комиссии НКВД и Прокурора СССР от 15 января 1938 года в отношении Петра Михайловича Шаранговича из-за отсутствия доказательств.

## Отзывы современников
«В мирное время П. М. Шарангович занимал разные штабные и командные должности включительно до командира 16 стрелкового корпуса (в Могилёве, Б. В. О.). Я знал хорошо П. М. Шаранговича по совместной службе в штабе Белорусского Военного округа, когда он был начальником 5-го отдела, а я помощником командующего Военным округом. Это был действительно доблестный командир и замечательный штабной работник, всегда заботившийся об интересах дела по укреплению боевой мощи Красной Армии. Он не щадил сил, ни здоровья в штабной работе и каждое поручение командования выполнял точно в установленный срок и всегда образцово. Скромнейший человек в личной жизни, он был очень хорошим товарищем. Его уважали, ценили и любили и начальники, и подчинённые, как боевого заслуженного участника гражданской войны, как высокоподготовленного военного специалиста, охотно передающего свой практический опыт, военно-теоретические знания командно-политическому и красноармейскому составу. Ни у кого и никогда среди широкого круга командиров и политработников БВО не было и минуты сомнения в политической честности П. М. Шаранговича. Это был безусловно советский человек, искренно и до конца преданный советскому народу, Коммунистической партии и социалистической Родине». — генерал-лейтенант запаса Александр Иванович Тодорский. 26.12.1955 г.

## Награды
- Орден Святого Станислава 3-й степени;
- Орден Святой Анны 3-й степени;
- Орден Красного Знамени РСФСР № 8992 (Приказ Революционного военного совета Республики № 585 от 12 декабря 1920 года) «Награждаются орденом Красного Знамени… начальник штаба 27-й стрелковой дивизии тов. Шарангович Петр Михайлович за нижеследующие отличия: во все время… боевых операций 27-й дивизии как на Восточном фронте, так и на Западном, …выделяются неутомимая энергия, упорство и в высшей степени плодотворный труд тов. Шаранговича в должности начштадива. Байсаровская, Златоустовская, Челябинская, Омская, Ново-Николаевская, Мариинская и целый ряд других… операций были результатом глубоко продуманных и… разработанных планов… упомянутым товарищем. На Западном фронте, в период вынужденного отступления дивизии… проявил удивительную стойкость, выдержку и хладнокровие… Так, пренебрегая собственной жизнью ради сохранения управления войсками и порядка в частях, он отходил с арьергардными частями, принимая участие в боевых действиях полков 79-й бригады».[11];
- Орден Красного Знамени РСФСР № 230 «2» Приказ Революционного военного совета Республики № 12 от 20 января 1922 года)[4]. «Награждаются вторично орденом Красного Знамени… начальник штаба 27-й стрелковой дивизии тов. Шарангович Петр Михайлович за следующие отличия: руководя с присущей ему исключительной энергией боевой деятельностью штаба дивизии в период её наступления к Варшаве и последовавшего затем отхода (июль — сентябрь месяцы 1920 года), благополучно разрешил все вопросы связи, транспорта, эвакуации и проч. Тов. Шарангович всегда был в курсе оперативной обстановки на фронте дивизии и, проявляя широкую инициативу, во многом способствовал успеху её боевых действий»[12].

## Память
В городе Мядель в честь П. М. Шаранговича названа улица.